# Докучаевский сельский округ (Северо-Казахстанская область)
Докучаевский сельский округ (каз. Докучаев ауылдық округі) — административная единица в составе Тимирязевского района Северо-Казахстанской области Казахстана. Административный центр — село Докучаево.
Население — 811 человек (2009, 1039 в 1999, 1210 в 1989).
Динамика численности
| Численность населения | Численность населения | Численность населения |
| 1989                  | 1999                  | 2009                  |
| --------------------- | --------------------- | --------------------- |
| 1210                  | ↘1039                 | ↘811                  |

## Этнокультурное объединение
С 21 марта 2007 года в округе функционирует казахско-русский этнокультурный центр «Жолдастық».

## История
Докучаевский сельский совет образован 4 июня 1954 года. 12 января 1994 года постановлением главы Северо-Казахстанской областной администрации образован Докучаевский сельский округ.

## Состав
В состав округа входят такие населенные пункты:
| Населенный пункт | Население, человек (1989) | Население, человек (1999) | Население, человек (2009) |
| ---------------- | ------------------------- | ------------------------- | ------------------------- |
| Докучаево, село  | 1029                      | 928                       | 769                       |
| Северное, село   | 181                       | 111                       | 42                        |

### Упразднённые населённые пункты
Дос — упразднённое в 1988 году село.